# بيشوبفيل
بيشوبفيل (كارولاينا الجنوبية) (بالإنجليزية: Bishopville, South Carolina)‏ هي مدينة تقع في الولايات المتحدة في Lee County. يقدر عدد سكانها بـ 3,670 نسمة ومساحتها 6.2 كم2 وترتفع عن سطح البحر 69 متر.

## التركيبة السكانية
حدّد مكتب تعداد الولايات المتحدة بيانات التركيبة السكانية لبيشوبفيل في تعداد الولايات المتحدة. في ما يلي، التركيبة السكانية حسب تعدادي 2000 و2010.

### تعداد عام 2000
بلغ عدد سكان بيشوبفيل 3,670 نسمة بحسب تعداد عام 2000، وبلغ عدد الأسر 1,438 أسرة وعدد العائلات 907 عائلة مقيمة في المدينة. في حين سجلت الكثافة السكانية 597.7 نسمة لكل كيلومتر مربع (1,548.0/ميل2). وبلغ عدد الوحدات السكنية 1,616 وحدة بمتوسط كثافة قدره 263.2 لكل كيلومتر مربع (681.7/ميل2).
وتوزع التركيب العرقي للمدينة بنسبة 32.83% من البيض و65.83% من الأمريكيين الأفارقة و0.11% من الأمريكيين الأصليين و0.44% من الأمريكيين ذوي الأصول الآسيوية و0.22% من الأعراق الأخرى و0.57% من عرقين مختلطين أو أكثر و1.31% من الهسبانيون أو اللاتينيون من أي عرق.
بلغ عدد الأسر 1,438 أسرة كانت نسبة 37.3% منها لديها أطفال تحت سن الثامنة عشر تعيش معهم، وبلغت نسبة الأزواج القاطنين مع بعضهم البعض 29.8% من أصل المجموع الكلي للأسر، ونسبة 29.6% من الأسر كان لديها معيلات من الإناث دون وجود شريك، بينما كانت نسبة 3.7% من الأسر لديها معيلون من الذكور دون وجود شريكة وكانت نسبة 36.9% من غير العائلات. تألفت نسبة 34.2% من أصل جميع الأسر من عدة أفراد يعيشون في نفس المنزل ونسبة 16.1% كانت تتألف من شخص يعيش بمفرده يبلغ من العمر 65 عاماً أو أكثر. وبلغ متوسط حجم الأسرة المعيشية 2.43، أما متوسط حجم العائلات فبلغ 3.12.
بلغ العمر الوسطي للسكان 37.7 عاماً. وكانت نسبة 27.2% من القاطنين تحت سن الثامنة عشر، وكانت نسبة 9.2% بين الثامنة عشر والرابعة والعشرين عاماً، ونسبة 23.4% كانت واقعةً في الفئة العمرية ما بين الخامسة والعشرين والرابعة والأربعين عاماً، ونسبة 18.9% كانت ما بين الخامسة والأربعين والرابعة والستين، ونسبة 16.5% كانت ضمن فئة الخامسة والستين عاماً فما فوق. يوجد لكل 100 أنثى 79.8 ذكر، ويوجد لكل 100 أنثى في الثامنة عشر من عمرها فما فوق 70.2 ذكر.
بلغ متوسط دخل الأسرة في المدينة 24,400 دولارًا، أما متوسط دخل العائلة فبلغ 37,660 دولارًا. وكان متوسط دخل الذكور 31,005 دولارًا مقابل 18,635 دولارًا للإناث. وسجل دخل الفرد الخاص بالمدينة 16,140 دولارًا. وكانت نسبة 23.7% من العائلات ونسبة 28.8% من السكان تحت خط الفقر، وكان من هؤلاء نسبة 43% تحت سن الثامنة عشر ونسبة 27.3% في الخامسة والستين من العمر وما فوق.

### تعداد عام 2010
بلغ عدد سكان بيشوبفيل 3,471 نسمة بحسب تعداد عام 2010، وبلغ عدد الأسر 1,415 أسرة وعدد العائلات 852 عائلة مقيمة في المدينة. في حين سجلت الكثافة السكانية 565.3 نسمة لكل كيلومتر مربع (1,464.1/ميل2). وبلغ عدد الوحدات السكنية 1,642 وحدة بمتوسط كثافة قدره 267.4 لكل كيلومتر مربع (692.6/ميل2).
وتوزع التركيب العرقي للمدينة بنسبة 26.16% من البيض و71.28% من الأمريكيين الأفارقة و0.29% من الأمريكيين الأصليين و0.81% من الأمريكيين ذوي الأصول الآسيوية و0.03% من سكان جزر المحيط الهادئ و0.49% من الأعراق الأخرى و0.95% من عرقين مختلطين أو أكثر و1.15% من الهسبانيون أو اللاتينيون من أي عرق.
بلغ عدد الأسر 1,415 أسرة كانت نسبة 32.3% منها لديها أطفال تحت سن الثامنة عشر تعيش معهم، وبلغت نسبة الأزواج القاطنين مع بعضهم البعض 24.5% من أصل المجموع الكلي للأسر، ونسبة 30.6% من الأسر كان لديها معيلات من الإناث دون وجود شريك، بينما كانت نسبة 5.2% من الأسر لديها معيلون من الذكور دون وجود شريكة وكانت نسبة 39.8% من غير العائلات. تألفت نسبة 35.8% من أصل جميع الأسر من عدة أفراد يعيشون في نفس المنزل ونسبة 15.3% كانت تتألف من شخص يعيش بمفرده يبلغ من العمر 65 عاماً أو أكثر. وبلغ متوسط حجم الأسرة المعيشية 2.33، أما متوسط حجم العائلات فبلغ 3.06.
بلغ العمر الوسطي للسكان 40.0 عاماً. وكانت نسبة 25.4% من القاطنين تحت سن الثامنة عشر، وكانت نسبة 8.3% بين الثامنة عشر والرابعة والعشرين عاماً، ونسبة 20.7% كانت واقعةً في الفئة العمرية ما بين الخامسة والعشرين والرابعة والأربعين عاماً، ونسبة 27.5% كانت ما بين الخامسة والأربعين والرابعة والستين، ونسبة 18.2% كانت ضمن فئة الخامسة والستين عاماً فما فوق. وتوزع التركيب الجنسي للسكان بنسبة 43.6% ذكور و56.4% إناث.